# Intel 8xC152
Intel 8xC152 este o familie de controlere pe 8 biți de la compania Intel, proiectate pentru a controla în mod inteligent componentele și sistemele periferice. Litera „x” din nume înlocuiește simbolic mai multe cifre posibile.
Sistemul 83C152 este derivat din 80C51BH și are aceleași funcționalități.

## 8xC152JA/JB/JC/JD
Caracteristici:
- Arhitectura de tip 80C51
- Multiprotocol de interfață de comunicație serială: port intrare-ieșire (2.048 Mbps / 2,4 Mbps maxim)

SDLV/HDLC
CSMA/CD
- Protocoale definite de utilizator
- Full Duplex/Half Duplex
- Controlor UART compatibil MCS-51
- Frecvența ceas maximă: 16,4 MHz
- Moduri multiple de reducere a consumului
- 64 KB adrese de memorie program
- 64 KB adrese de memorie date
- 256 bytes RAM intern
- 2 canale DMA interne
- 2 timere/countere generale
- 5 sau 7 porturi de intrare-ieșire
- 56 regiștri speciali
- 11 surse de întrerupere

Se poate găsi în două variante: 
pachet de 48 de biți Dual-in-Line
pachet de 68 de biți Surface Mount PLCC
Controlorul 80C152, bazat pe microprocesorul din familia MCS-51, este un microcontrolor pe 8 biți cu o singură capsulă, proiectat pentru comunicații seriale și viteză de procesare mare. 

Poate fi utilizat pentru a implementa comunicații Integrated Services Digital Networks (ISDN), rețele locale de comunicație, și aplicații seriale definite de utilizator. În plus față de capabilitățile de comunicare multiprotocol, microcontrolorul 80C152 oferă funcțiile uzuale de transfer și control al perifericelor utilizând porturile de intrare-ieșire.

Mictrocontrolorul 83C152 conține toate componentele necesare pentru conversia serial-paralel și paralel-serial.
Alte avantaje: 
- Rezistența la zgomote, utilizează semnale diferențiate și conexiuni de fibră optică.
- Integritatea datelor utilizând standardul folosit în Cyclic redundancy check (CRC).
- Proiectare modulară software și hardware îmbunătățită

## Caracteristici generale 80C152JB/JD
Varianta 80C152JB/JD este o extensie a controlorului 80C152 fără memorie ROM. Controlorul 80C152JB are aceleași porturi de intrare-ieșire de câte 8 biți ca și varianta 80C152 și în plus dispune de încă două porturi (portul 5 și portul 6). De asemenea are în plus și doi pini de control: EBEN (de la EPROM Bus ENable) și ~EPSEN (de la EPROM bus Program Store ENable).
EBEN comandă funcționalitatea porturilor 5 și 6.

Când EBEN este low aceste porturi pot fi doar porturi de intrare-ieșire, similar cu portul 4.
Adresa SFR pentru portul 5 este 91H, iar pentru portul 6 este 0A1H. Asta sugerează faptul că aceste porturi nu pot fi adresate pe biți.
Atunci când EBEN este high porturile 5 și 6 formează o magistrală de date/adrese numită E-Bus (de la EPROM Bus) pentru operații de lucru cu memoria program.

Pinul ~EPSEN este utilizat împreună cu porturile 5 și 6 pentru operațiile de lucru cu memoria program.

Acest bit funcționează ca și bitul EBEN în timpul operațiilor de lucru cu memoria program, dar suportă și porturile 5 și 6. ~EPSEN este pinul de comandă a citirii din memoria externă pentru porturile 5 și 6. El este activat de două ori în cadrul fiecărui ciclu mașină, exceptând cazurile în care se realizează o operație de lucru cu memoria externă prin porturile 0 și 2. În acest caz, atunci când memoria de date este accesată a doua oară, a doua activare a pinului ~EPSEN nu mai are loc, același lucru întâmplându-se și dacă se folosește pinul ~PSEN.
Atunci când EBEN este high și EA este low, toate operațiile de lucru cu memoria program se realizează utilizând porturile 5 și 6. 
Cei 8 biți high ai adresei pot fi folosiți pe portul 6, iar cei low pe portul 5. Apoi codul operației este citit pe portul 5. 
Temporizarea este aceeași ca la porturile 0 și 2 pentru operațiile de lucru cu memoria externă.